# تايلر هونيكات
تايلر هونيكات (بالإنجليزية: Tyler Honeycutt)‏ مواليد 15 يوليو 1990 في كاليفورنيا، هو لاعب كرة سلة محترف أمريكي بدأ مسيرته الاحترافية في سنة 2011 حيث تم اختياره من قبل فريق سكرامنتو كينغز خلال الدرافت، لعب مع فريق خيمكي وحمل الرقم 33. بلغ طوله 6 قدم 8 بوصة (2.0 م).

## فرق لعب لها
- سكرامنتو كينغز
- خيمكي

## إحصائيات المسيرة

### الموسم الاعتيادي
| السنة   | الفريق         | لعب | بدأ | دقيقة | ميداني% | ثلاثية | حرة   | ارتداد | صنع | استلاب | تصدي | نقطة |
| ------- | -------------- | --- | --- | ----- | ------- | ------ | ----- | ------ | --- | ------ | ---- | ---- |
| 2011–12 | سكرامنتو كينغز | 15  | 0   | 5.9   | .333    | .333   | .600  | .9     | .5  | .3     | .2   | 1.3  |
| 2012–13 | سكرامنتو كينغز | 9   | 0   | 3.6   | .273    | .000   | 1.000 | 1.1    | .2  | .0     | .1   | .9   |
| المسيرة |                | 24  | 0   | 5.0   | .314    | .200   | .714  | 1.0    | .4  | .2     | .2   | 1.2  |

## روابط خارجية
- تايلر هونيكات على موقع إن بي أي (الإنجليزية)
- تايلر هونيكات على موقع سبورتس رفرنس (الإنجليزية)
- تايلر هونيكات على موقع كرة السلة الأوروبية.كوم (الإنجليزية)
- تايلر هونيكات على موقع كلية كرة السلة في سبورتس رفرنس.كوم (الإنجليزية)
- تايلر هونيكات على موقع ريلجم (الإنجليزية)
- تايلر هونيكات على موقع بروبوليرز (الإنجليزية)
- تايلر هونيكات على موقع سبورتس رفرنس (الإنجليزية)
- تايلر هونيكات على موقع سبورتس رفرنس (الإنجليزية)